# Hiroshi Katayama
Hiroshi Katayama, född 28 maj 1940 i Tokyo prefektur, Japan, är en japansk tidigare fotbollsspelare.
Katayama blev olympisk bronsmedaljör i fotboll vid sommarspelen 1968 i Mexico City.